# Walter Blume
Walter Blume (Hirschberg im Riesengebirge, 10 gennaio 1896 – Duisburg, 27 maggio 1964) è stato un aviatore, progettista e ingegnere aeronautico tedesco, Asso dell'aviazione della Luftstreitkräfte durante la prima guerra mondiale con 28 abbattimenti accreditati.
Al termine del conflitto divenne responsabile tecnico degli uffici di progettazione delle aziende aeronautica Albatros Flugzeugwerke e Arado Flugzeugwerke, intraprendendo studi pionieristici sulla propulsione a getto applicata all'aviazione.

## Biografia
Walter Blume nasce a Hirschberg, in Slesia, regione storica allora parte della Prussia e dell'Impero tedesco, dove cresce e frequenta i locali istituti scolastici fino al conseguimento della laurea in ingegneria. Prima della scoppio della Grande Guerra viene assunto come apprendista ingegnere in una fabbrica di produzione meccanica ma con l'inizio del conflitto decide di arruolarsi come volontario venendo assegnato dal settembre 1914 allo Schlesischen Jägerbataillon Nr. 5 (5º battaglione cacciatori della Slesia) e inviato sul fronte orientale per contrastare l'invasione russa della Prussia Orientale da parte della Russkaja imperatorskaja armija, l'esercito imperiale russo.
Dopo essere stato ferito a Lyck (l'attuale Ełk) da un colpo di pistola nell'ottobre 1914, durante il periodo di riabilitazione chiede di essere trasferito all'aviazione e ottenuta l'assegnazione a Großenhain presso la Flieger-Ersatzabteilung Großenhain frequenta la Fliegerschule Leipzig-Mockau dal 30 giugno 1915. A formazione completata, ottenuto il brevetto di pilota, viene quindi inviato sul fronte occidentale, assegnato prima alla Versuchs- und Übungspark West basata a San Quintino, nella Piccardia, Francia, e poi alla Armeeflugzeugpark A di stanza a Strasburgo. Dal 18 giugno 1916 al 20 gennaio 1917 Blume presta servizio nella Feldflieger Abteilung 65 (FFA 65) basata a Sélestat, volando su ricognitori armati Aviatik C.I, e dove dall'agosto 1916 viene promosso al grado di Vizefeldwebel. In quel periodo ottiene la sua prima decorazione, una Croce di Ferro di II Classe, concessa in data 24 luglio 1916.
Conscio delle sue capacità di pilota e desideroso di accedere ai comandi di un caccia monoposto, nel gennaio 1917 inoltra richiesta di trasferimento per lo Jagdstaffel 26 (Jasta 26), ottenendo il 31 gennaio una promozione al grado di Leutnant. Arrivato al reparto quello stesso mese equipaggiato con gli Albatros D.II, D.III e D.V, si trova sotto il comando dell'Oberleutnant Bruno Loerzer, e durante una missione nel cielo sopra a Gouzeaucourt, il 10 maggio ottiene il suo primo abbattimento, un bombardiere Airco DH.4. Grazie ai risultati conseguiti in combattimento , fino a quel momento era riuscito ad abbattere 6 velivoli avversari, il 14 agosto 1917 viene decorato con la Croce di Ferro di I Classe.
Il 29 novembre 1917 viene nuovamente ferito, al petto, durante un combattimento aereo con un Bristol F.2 Fighter del No. 48 Squadron RFC nel cielo sopra foresta di Houthulst. Ferito seriamente, ma non così gravemente da non permettergli il ritorno alla base. In conseguenza alle ferite viene trasferito in ospedale per il tempo necessario per recuperare. Congedato dallo Jasta 26 per infermità temporanea fu costretto a rimanere in ospedale per oltre tre mesi prima di poter chiedere di ritornare in servizio, prima nel Fliegerersatzabteilung 3 (FEA 3) per poi essere assegnato allo Jagdstaffel 9 dal 5 marzo 1918, assumendone il comando rilevandolo dall'allora Oberleutnant Kurt Student, futuro Generaloberst della Luftwaffe, e mantenendolo fino alla fine del conflitto. A guerra conclusa i suoi abbattimenti accreditati furono 28, che, con la sola eccezione di un doppio successo il 31 agosto e il 14 settembre 1918, furono compiuti individualmente e principalmente contro altri caccia monoposto, con solo quattro di queste vittorie ottenute su velivoli avversari biposto.
La sua 27ª vittoria del 2 ottobre 1918 fu anche la 100ª vittoria della Jasta 9.
Blume pilotava un Fokker D.VII di costruzione OAW (Ostdeutsche Albatros Werke), con la fusoliera dipinta di nero, il radiatore e la coda dipinti di bianco ed una striscia bianca sull'ala superiore tra le croci di nazionalità. In aggiunta, il suo Fokker aveva come un grande lettera B stilizzata dipinta sulla fusoliera.

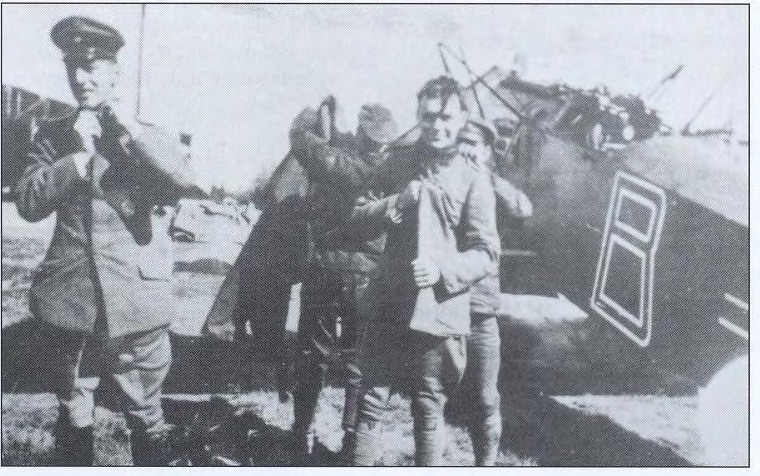
Walter Blume sorridente accanto al Fokker D.VII che mostra l'insegna personale una B stilizzata

Nel corso del 1918 Blume venne decorato con il Reale Ordine di Hohenzollern con corona e spade, e il 30 settembre dello stesso anno con l'ordine Pour le Mérite.

## Primo dopoguerra e seconda guerra mondiale
Dopo la prima guerra mondiale, Blume restò legato all'ambiente aeronautico. Dopo aver frequentato gli studi di ingegneria aeronautica presso l'Università tecnica di Hannover, fu assunto nella metà degli anni venti presso la Arado Flugzeugwerke dove partecipò ai progetti per l'Arado Ar 95, l'Arado Ar 96 e l'Arado Ar 196. Nei primi mesi del 1933 fu nominato capo progettista dell'Arado Flugzeugwerke e fu responsabile nei dieci anni seguenti del progetto dei primi aerei a reazione, come l'Arado Ar 234, ricognitore bimotore a reazione che successivamente sviluppato diede origine al primo bombardiere biposto a reazione, la versione B-2 conosciuta come Arado Ar 234 Blitz.
Verso la fine della guerra, guidò il team di progettisti impegnato nello sviluppo della versione quadrimotore dell'Arado Ar 234, ma con la caduta della Germania e la fine delle ostilità il lavoro restò nella forma di studio di fattibilità.
Dopo la resa della Germania nazista, fu fatto prigioniero e portato in Unione Sovietica, dove per parecchi anni contribuì allo sviluppo dei primi jet dell'Aeronautica Militare Sovietica.
Negli anni 50, un tentativo di far rivivere uno dei suoi progetti, portò alla realizzazione del Blume Bl.502, derivato dall'Arado Ar 79, un velivolo leggero da turismo per tre passeggeri. L'iniziativa non ebbe successo e il progetto fu abbandonato.

## Vittorie
| N. | Data              | Reparto | Velivolo       | Avversario                    | Località        |
| -- | ----------------- | ------- | -------------- | ----------------------------- | --------------- |
| 1  | 10 maggio 1917    | J26     | Albatros D.III | Airco DH.4                    | Gouzencourt     |
| 2  | 28 maggio 1917    | J26     | Albatros D.III | Sopwith Pup                   | Malincourt      |
| 3  | 11 luglio 1917    | J26     | Albatros D.III | Sopwith Triplane              | Comines         |
| 4  | 14 agosto 1917    | J26     | Albatros D.III | Airco DH.4                    | Hollebeke       |
| 5  | 24 ottobre 1917   | J26     | Albatros D.III | Sopwith Triplane              | Zillebeke       |
| 6  | 5 novembre 1917   | J26     | Albatros D.III | Royal Aircraft Factory B.E.8  | Zillebeke       |
| 7  | 21 aprile 1918    | J9      | Fokker D.VII   | SPAD                          | Chiry-Ourscamp  |
| 8  | 16 maggio 1918    | J9      | Fokker D.VII   | SPAD                          | Elincourt       |
| 9  | 30 maggio 1918    | J9      | Fokker D.VII   | SPAD                          |                 |
| 10 | 13 giugno 1918    | J9      | Fokker D.VII   | Breguet XIV                   | St Pierre Aigle |
| 11 | 28 giugno 1918    | J9      | Fokker D VII   | SPAD                          |                 |
| 12 | 15 luglio 1918    | J9      | Fokker D.VII   | SPAD                          | S. Mareuil      |
| 13 | 16 luglio 1918    | J9      | Fokker D.VII   | Nieuport                      |                 |
| 14 | 18 luglio 1918    | J9      | Fokker D.VII   | Royal Aircraft Factory S.E.5a |                 |
| 15 | 21 luglio 1918    | J9      | Fokker D.VII   | SPAD                          |                 |
| 16 | 25 luglio 1918    | J9      | Fokker D.VII   | Sopwith Camel                 |                 |
| 17 | 31 luglio 1918    | J9      | Fokker D.VII   | SPAD                          | Olizy           |
| 18 | 6 agosto 1918     | J9      | Fokker D.VII   | SPAD                          | Bazoches        |
| 19 | 21 agosto 1918    | J9      | Fokker D.VII   | SPAD                          | Missy-aux-Bois  |
| 20 | 25 agosto 1918    | J9      | Fokker D.VII   | SPAD                          | Soissons        |
| 21 | 31 agosto 1918    | J9      | Fokker D.VII   | SPAD                          | Juvigny         |
| 22 | 31 agosto         | J9      | Fokker D.VII   | SPAD                          | Juvigny         |
| 23 | 3 settembre 1918  | J9      | Fokker D.VII   | SPAD                          | Fismes          |
| 24 | 14 settembre 1918 | J9      | Fokker D.VII   | SPAD                          | Laffaux         |
| 25 | 14 settembre 1918 | J9      | Fokker D.VII   | SPAD                          | Braye           |
| 26 | 26 settembre 1918 | J9      | Fokker D.VII   | SPAD                          | Tahure          |
| 27 | 2 ottobre 1918    | J9      | Fokker D.VII   | SPAD                          | Gueux           |
| 28 | 8 ottobre 1918    | J9      | Fokker D.VII   | Sopwith Camel                 | Remaucourt      |